# Allophyllus tetraphyllus
Allophyllus tetraphyllus is een keversoort uit de familie bladsprietkevers (Scarabaeidae). De wetenschappelijke naam van de soort is voor het eerst geldig gepubliceerd in 1903 door Fauvel.